# Добре и лоше масти
Добре и лоше масти су изрази који се често користе за разликовање засићених и незасићених масти. Типична исхрана у већини земања садржи више масти. Отприлике 34% до 40% наших калорија долази од масти, јер су доброг укуса и широко су доступни у понуди хране. Масти побољшавају укус хране и дају нашим устима онај диван осећај који је тако задовољавајући.
Одабир правих врста дијететских масти за конзумирање је један од најважнијих фактора у смањењу ризика од развоја срчаних болести. Али док је одабир здравије масти бољи за срце , када је у питању гојазност, све масти имају приближно исти број калорија. А смањење укупне масти у исхрани не само да помаже у губитку килограме, већ може помоћи да живимо дуже и здравије.

## Опште информације
Масти су суштински део наше свакодневне исхране, јер дају:
- потребну енергију нашем телу (грам масти, било да је засићен или незасићен, обезбеђује 9 кцал (37 кЈ) енергије у поређењу са 4 кцал (17 кЈ) за угљене хидрате и протеине).[4]

- штите унутрашње органе,

- подстичу раст ћелија,
- помажу телу да апсорбује одређене хранљиве материје,
- производњу есенцијалних хормона.
- топлоту и загревају  тело,
- помажу телу да апсорбује витамин А , витамин Д  и витамин Е. Ови витамини су растворљиви у мастима, што значи да се могу апсорбовати само уз помоћ масти.[4]

Међутим, масти нису све створене једнаке. Неке су боље за здравље срца и васкуларног система - артерија и вена и називају се „добре масти“. То је у супротности са „лошим мастима“, које повећавају ризик од срчаних и васкуларних болести. Добре масти су обично течне, попут биљног уља, док су лоше масти обично чврсте на собној температури, попут путера.
Мала количина масти је суштински део здраве , уравнотежене исхране . Масти су извор есенцијалних масних киселина, које тело не може само да произведе.
Свака маст коју ћелије нашег тела не користе или се не претвара у енергију претвара се у телесну маст. Исто тако, неискоришћени угљени хидрати и протеини се такође претварају у телесне масти.
Све врсте масти су богате енергијом. Грам масти, било да је засићен или незасићен, обезбеђује 9 кцал (37 кЈ) енергије у поређењу са 4 кцал (17 кЈ) за угљене хидрате и протеине.

## Добре масти
Добре масти се односе на незасићене масти које се налазе у авокаду, орасима и масној риби. Раширено је веровање да су ове масти у великој мери корисне за наш организам.
Када једемо „добре“ масти уместо „лоших“,  „добре“ масти могу помоћи у заштити тела од срчаних болести снижавањем нивоа холестерола у крви. Међутим, чак и ове „добре“ масти имају пуно калорија, а већина ће повећати нивое триглицерида.  Зато се унос ових масти мора ограничити  - чак и ако се оне сматрају "добрим" мастима. 
У„добре“ масти спадају:
- Полинезасићене масти - биљна уља која остају течна на собној температури и на полицама у продавници. Примери су шафраново, кукурузно, сојино, памучно и сунцокретово уље. Меки маргарини, мајонез и преливи за салату такође садрже полинезасићене масти. Ове масти требало би користити уместо засићених, хидрогенизованих и транс масти да би се побољшао  однос доброг (ХДЛ) и лошег (ЛДЛ) холестерола.
- Мононезасићене масти  - биљна су уља која су такође течна на собној температури. Примери су маслиново уље (и маслине), авокадо, уље каноле и уље од кикирикија (и кикирики). Замена засићених масти у исхрани мононезасићеним мастима може помоћи у смањењу ЛДЛ „лошег“ холестерола без смањења ХДЛ „доброг“ холестерола.
- Омега-3 масти - из морских извора сматрају се здравим за срце, јер снижавају ниво триглицерида (или масти) и холестерола који циркулишу у нашем крвотоку. Оне такође ограничавају нежељено згрушавање крви. Добри извори су масне рибе посебно лосос, палма, скуша, туњевина, сардине, бранцин, харинга, помпано и језерска пастрмка, које би  требало јести 2 до 3 пута недељно, јер биљни извори омега-3 масти немају исте користи на здравље срца као они који се налазе у риби.Вегетаријански извори омега-3 масних киселина су ланено семе, ораси, уље каноле, соја и производи од соје. Међутим, вегетаријански извори омега-3 масне киселине можда нису тако ефикасни као они из риба.

## Лоше масти
Лоше масти се односе на засићене масти које се налазе у месу и млечним производима. Постоји одређена дебата о томе да ли засићене масти које се налазе у месу и млечним производима треба да буду означене као „лоше“.
Лоше масти се такође односе на хидрогенизоване масти које се могу користити за повећање рока трајања, конзистенције и укуса прерађене хране. Утврђено је да су хидрогенизоване масти, у облику транс масти , штетне за тело, јер представљају претњу за срце и систем крвних судова због повећаване производње холестерола у телу. „Лоше“ масти такође узрокују зачепљење крвних судова или атеросклерозу. Ако постоји блокада у протоку крви до срца, то може довести до срчаног удара. Ако су крвни судови у мозгу блокирани, то може довести до можданог удара. „Лоше“ масти повећавају ризик од коронарне болести срца и морају бити ограничене у исхрани у облку:
- Засићене масти - које обично потичу из животињских извора, природно су чврсте на собној температури. Примери су маст, путер, млечна маст,  пилећа и свињска кожа, сладолед, сир ( посебно тврди сир као што је чедар), масни комади меса, производи од меса, укључујући кобасице и пите, крема, павлака, неке слане грицкалице, попут крекера са сиром и мало кокица, чоколадни слаткиши, кексе, торте и пецива. И неке биљне намирнице, као што су палмино уље и кокосово уље и кокосова крема садрже велике количине засићених масти
- Хидрогенизованa уља - које се стварају хемијским процесом који претвара течна биљна уља у получврсте или чврсте масти на собној температури.
- Транс-масти - настале хидрогенацијом уља, природно се налазе на ниским нивоима у неким намирницама, као што су месо и млечни производи.  Као и засићене масти, транс-масти могу повећати ниво холестерола у крви.Оне су посебно нездрава трансформација која је ипак постала кључни састојак за упаковане грицкалице, печене производе, маргарине у облику штапића и брзу храну. Хидрогенација понекад претвара уља у оно што се назива транс-масти , што је посебно нездрава трансформација која је ипак постала кључни састојак за упаковане грицкалице, печене производе, маргарине у облику штапића, кратице и брзу храну.

У исхрани би требало што више избегавати производе направљене од хидрогенизованих или делимично хидрогенизованих уља

## Главне карактеристике добре и лоше масти
| „Лоше“ масти                            | „Добре“ масти                       |
| --------------------------------------- | ----------------------------------- |
| Засићене, хидрогенизоване и транс масти | Моно и полинезасићене масти         |
| Строго ограничите унос                  | Користите умерено                   |
| Чврсте на собној температури            | Течност на собној температури       |
| Животињске масти (засићене масти)       | Биљна уља                           |
| Месо, сир, кајмак, путер                | Маслина, шафраник, репица,          |
| Сало, пилећа кожа                       | Уље од сунцокрета, соје, кикирикија |

## Означавање производа
Ознаке на амбалажи хране могу помоћи потрошачу да правилним избором смањи унос укупне масноће и засићене масти (такође наведене као "засићене" или "засићене масти").

### Укупно масти
- висока масноћа – више од 17,5 g масти на 100 g
- мало масти – 3 g масти или мање на 100 g, или 1,5 g масти на 100 ml за течност (1,8 g масти на 100 ml за полуобрано млеко)
- без масти – 0,5 g масти или мање на 100 g или 100 ml

### Засићене масти
- висок садржај засићених масти – више од 5 g засићених масти на 100 g
- мало засићених масти – 1,5 g засићених масти или мање на 100 g или 0,75 g на 100 ml за течности
- без масти – 0,1 g засићених масти на 100 g или 100 ml